# Josef Mallinger
Josef Mallinger (* 17. November 1881 in Oberndorf, Gemeinde Bruck-Waasen; † 5. Juli 1963 in Kickendorf, Gemeinde Grieskirchen) war ein österreichischer Politiker (LB) und Landwirt. Mallinger war von 1925 bis 1934 Abgeordneter zum Oberösterreichischen Landtag.
Mallinger bewirtschaftete den Bauernhof Unterhauseder und war maßgeblich im Landbund aktiv. Er fungierte als Bezirksleiter des Landbundes im Bezirk Grieskirchen und war Mitglied des engeren Ausschusses im Landbund Oberösterreich. Zudem war er zuvor Ausschussmitglied des Oberösterreichischen Bauernvereins gewesen. Nach dem Mandatsverzicht von Theodor Berger rückte Mallinger am 12. September 1925 in den Landtag nach, dem er bis zum 31. Oktober 1934 angehörte. Mallinger agierte jedoch wenig auffällig im Landtag. 